# Gramàtica del grec antic
El grec antic (en grec Ἑλληνικὴ γλῶσσα) és una de les principals llengües de l'antiguitat clàssica a la regió mediterrània, parlada especialment a la part oriental del Mediterrani, encara que amb importants enclavaments al Mediterrani occidental.
En l'antiga Grècia no existia una llengua uniforme, sinó que hi havia diferències fonològiques i gramaticals en les llengües de diferents regions. Aquest article descriu essencialment el grec jònic-àtic i la seva forma estandarditzada, el grec clàssic. La gramàtica i les particularitats lingüístiques de les varietats diferents del jònic-àtic es mostren en la veu indicativa.
De la gramàtica del grec clàssic, aquí es recullen els aspectes fonamentals, que estan fonamentats gairebé totalment en el dialecte àtic, parlat a Atenes, i imposat sobre el segle V aC, com a lingua franca panhelènica, i a causa de l'hegemonia militar, política, econòmica i cultural d'Atenes. Aquesta varietat lingüística juntament amb el grec jònic va ser la base de la κοινὴ διάλεκτος, la koiné del període hel·lenístic. La llengua franca del Mediterrani també va prevaler en el grec comú, grec alexandrí i grec hel·lenístic. Encara no coincideix plenament amb el grec àtic pur.